# أل نجي
أل نجي (بالإنجليزية: Al Njie)‏ هو لاعب كرة قدم أمريكي في مركز الهجوم، ولد في 15 أبريل 1955 في أتلانتا في الولايات المتحدة. لعب مع فورت لودردايل سترايكرز.